# Randall, Wisconsin
Randall là một thị trấn thuộc quận Kenosha, tiểu bang Wisconsin, Hoa Kỳ. Năm 2010, dân số của thị trấn này là 3.119 người.